# Comuna Broscăuți, Botoșani
Broscăuți este o comună în județul Botoșani, Moldova, România, formată din satele Broscăuți (reședința) și Slobozia.

## Morfostructural
Din punct de vedere morfostructural, teritoriul comunei se găsește în zona Platformei Moldovenești, caracterizată printr-un soclu cristalin foarte vechi (precambraian) peste care se găsește o pătură sedimentară de câteva sute de metri.

## Dealuri
Pe teritoriul comunei se cunosc mai multe dealuri ca: Dealul Coșeri, Dealul Beldiman, Dealul Condurache ale căror înălțimi variază aproximativ între 150 – 200 m. În ultimii ani, în comuna Broscăuți, s-au declanșat alunecări de teren de un mare dinamism pe versantul din dreapta râului Jijia, între punctele „la cooperativă” și „podul lui Rățoi” pe o lățime de aproximativ 1 km. Au fost afectate un număr mare de locuințe și, din această cauză o serie de cetățeni din aceste zone și-au reconstruit locuințe în alte puncte ale satului, mai stabile.

## Clima
Clima comunei Broscăuți are un caracter temperat continental cu nuanțe excesive. Unul din factorii care generează acest climat îl reprezintă latitudinea așezării, localitatea fiind situată la întretăierea paralelei de 47°56´ lat. N cu meridianul de 26°24´ long. E.

## Vegetația
Vegetația este de stepă și silvostepă. Deși pe teritoriul comunei nu sunt păduri, totuși, în localitate cresc izolat arbori ca stejarul și plopul, iar pe pâlcuri salcâmul. Mai cresc arbuști ca: măceșul, socul, porumbarul. Dintre ierburi, cele mai frecvente sunt: firuța, păiușul, pirul, lucerna, trifoiul mărunt, sulfina, coada șoricelului, pelinita de stepă etc.

## Fauna
Fauna comunei este dominată de rozătoare, iar dintre păsări menționăm: graurul, ciocârlia, lișița, rața sălbatică, sitarii. În apele stătătoare specia de pești preponderentă este crapul.

## Demografie
Comuna Broscăuți cuprinde un număr de 1321 gospodării existente la recensământul populației din anul 1996 și un număr de 3444 locuitori. Punerea în aplicare a Legii fondului funciar și eliminarea restricțiilor impuse de vechiul regim în ceea ce privește construcțiile de locuințe, au dus în ultimii ani la creșterea numărului locuințelor, în prezent existând aproximativ 1350.

## Drumuri
Comuna Broscăuți dispune de o rețea de străzi și ulițe însumând 35,2 km, majoritatea fiind pietruite, 7 km de drum județean din care 5 km asfaltat, 2 linii ferate însumând 11 km, una care leagă Dorohoi de Iași și alta care leagă Dorohoiul de Botoșani. Aceasta era situația până în vara anului 2007, deoarece, beneficiind de un proiect Sapard, comuna noastră a căpătat o altă fată, ca urmare a faptului că a fost asfaltată o mare parte a drumurilor comunale, însumând o lungime de 6,1 km.

## Învățământ
Prima școală în sat s-a înființat în anul 1865 ca urmare a legii date de Al. I. Cuza, primul învățător fiind preotul Nicolae Sandovici. Erau școlarizați 38 de elevi, toți băieți. Primul învățător laic, numit la Broscăuți a fost Dimitrie Pompeiu, tatăl marelui savant de mai târziu, numele căruia, școala noastră îl poartă în prezent cu mândrie.
Școala în care se învață astăzi a fost construită în anul 1980, terenul aferent construcției fiind donat de urmașii aceleiași familii Sandovici, iar construcția s-a ridicat prin contribuția sătenilor.

## Biserici
Din punct de vedere religios, marea majoritate a cetățenilor este ortodoxă. În comună există trei biserici și funcționează trei preoți parohi:
- Parohia cu hramul „Adormirea Maicii Domnului” –preot Adrian Crețu;
- Parohia cu hramul „Sfinții împărați Constantin și Elena” – preot Pristavu Constantin;
- Parohia cu hramul „Nașterea Maicii Domnului”- preot Ionuț-Vasile Crețu.

## Demografie
Componența etnică a comunei Broscăuți
     Români (92,73%)
     Alte etnii (0,07%)
     Necunoscută (7,2%)
Componența confesională a comunei Broscăuți
     Ortodocși (91,87%)
     Alte religii (0,75%)
     Necunoscută (7,38%)
Conform recensământului efectuat în 2021, populația comunei Broscăuți se ridică la 2.915 locuitori, în scădere față de recensământul anterior din 2011, când fuseseră înregistrați 2.928 de locuitori. Majoritatea locuitorilor sunt români (92,73%), iar pentru 7,2% nu se cunoaște apartenența etnică. Din punct de vedere confesional, majoritatea locuitorilor sunt ortodocși (91,87%), iar pentru 7,38% nu se cunoaște apartenența confesională.

## Politică și administrație
Comuna Broscăuți este administrată de un primar și un consiliu local compus din 13 consilieri. Primarul, Dorina Tiron[*], de la Partidul Național Liberal, este în funcție din 1 noiembrie 2024. Începând cu alegerile locale din 2024, consiliul local are următoarea componență pe partide politice:
|  | Partid                          | Consilieri | Componența Consiliului | Componența Consiliului | Componența Consiliului | Componența Consiliului | Componența Consiliului | Componența Consiliului |
|  | ------------------------------- | ---------- | ---------------------- | ---------------------- | ---------------------- | ---------------------- | ---------------------- | ---------------------- |
|  | Partidul Național Liberal       | 6          |                        |                        |                        |                        |                        |                        |
|  | Partidul Social Democrat        | 6          |                        |                        |                        |                        |                        |                        |
|  | Alianța pentru Unirea Românilor | 1          |                        |                        |                        |                        |                        |                        |

## Personalități
- Dimitrie Pompeiu (1873 - 1954), matematician, profesor, academician.
- Constantin Mândrișteanu, cântăreț instrumental de muzică populară.